# 阿德里安·內維爾
阿德里安·內維爾（英語：Adrian Neville，1986年8月22日—），本名班傑明·賽特力（英語：Benjamin Satterly），是前世界摔角娛樂旗下職業摔角選手，目前活躍於全精英摔角。
在阿德里安·內維爾的摔角事業中，內維爾曾是兩次輕重量級冠軍和一次NXT冠軍及兩次的NXT雙打軍，然而因不明原因在美國時間2017年10月9日向WWE高層提出解約。